# Rodzinny interes (film 1999)
Rodzinny interes – francuska tragikomedia z 1999 roku.

## Główne role
- Vincent Lindon - Ivan Lansi
- François Berléand - Maxime Nassieff
- Roschdy Zem - Sami
- Zabou Breitman - Nathalie / Nat
- Albert Dray - Charles
- Catherine Mouchet - Lucie
- Françoise Sage - Catherine
- Pascal Leguennec - Louis
- Catherine Davenier - Marthe
- Yoann Denaive - Christophe Lansi
- Lokman Nalcakan - Ludo

## Fabuła
Pracownik tartaku stara się, by jego firma przetrwała, ale pożar w jego warsztacie wywołuje aferę, gdy zdaje sobie sprawę, że jego ubezpieczyciel oszukał go i nie posiada jakiegokolwiek ubezpieczenia.

## Nagrody i nominacje
25. ceremonia wręczenia Cezarów
- Najlepszy aktor drugoplanowy - François Berléand
- Najlepszy scenariusz oryginalny lub adaptowany - Pierre Jolivet, Simon Michaël (nominacja)
- Najlepszy aktor - Vincent Lindon (nominacja)
- Najlepszy aktor drugoplanowy - Roschdy Zem (nominacja)
- Najlepsza aktorka drugoplanowa - Catherine Mouchet (nominacja)